# Anna Łobarzewska
Anna Łobarzewska z domu Felczak (ur. 17 czerwca 1910 w Golbicach k. Łęczycy, zm. 3 października 1989 w Zakopanem) – polska nauczycielka, botaniczka, autorka kilkunastu prac poświęconych florze tatrzańskiej. 

## Życiorys
Urodziła się 17 czerwca 1910 roku w Golbicach jako córka Antoniego Felczaka i Michaliny z Pałczyńskich, właścicieli ok. dwudziestohektarowego gospodarstwa rolnego. Miała siedmioro rodzeństwa. Do szkoły podstawowej uczęszczała w Łęczycy, a do średniej w Zgierzu. Od 1930 roku pracowała jako nauczycielka w szkolnictwie podstawowym.
Po wybuchu II wojny światowej przeszła organizowane przez Armię Krajową przeszkolenie sanitarne i następnie sześciotygodniową praktykę w szpitalu Dzieciątka Jezus w Warszawie. Podczas wojny przebywała na terenie Podlasia, gdzie uczestniczyła jako prywatna nauczycielka w tajnym nauczaniu, ale także niosła pomoc medyczną ludności cywilnej okolic Łukowa. 
Po wojnie w 1946 r. zamieszkała wraz z mężem na Mazurach, gdzie początkowo uczyła biologii w szkole podstawowej w Kętrzynie. W 1951 roku ukończyła studia I stopnia na Wydziale Biologii Uniwersytetu Łódzkiego. Podjęła w tym samym roku pracę nauczycielki biologii w Liceum Pedagogicznym w Giżycku. Równocześnie rozpoczęła studia II stopnia, które ukończyła w 1961 r. na Wydziale Biologii Nauk o Ziemi Uniwersytetu Toruńskiego z tytułem magistra. Po zamknięciu Liceum Pedagogicznego pracowała w latach 1967–1970 w Liceum Medycznym Pielęgniarstwa w Giżycku.
W 1971 r. przeprowadziła się do Zakopanego i rozpoczęła pracę jako inspektor (opiekun) w Alpinarium Tatrzańskiej Stacji Naukowej Zakładu Ochrony Przyrody i Zasobów Naturalnych Polskiej Akademii Nauk w Zakopanem. Doprowadziła do niemal dwukrotnego powiększenia Alpinarium i uzyskania przez placówkę w 1983 roku statusu Górskiego Ogrodu Botanicznego im. prof. Mariana Raciborskiego. W ogrodzie tym pracowała do końca życia.
Zmarła 3 października 1989 roku i została pochowana na Cmentarzu Zasłużonych na Pęksowym Brzyzku w Zakopanem. Spoczywa wraz z młodszym bratem Wacławem Felczakiem, profesorem historii. Jej starszym bratem był Zygmunt Felczak, publicysta i polityk. 

## Działalność naukowa i edukacyjna

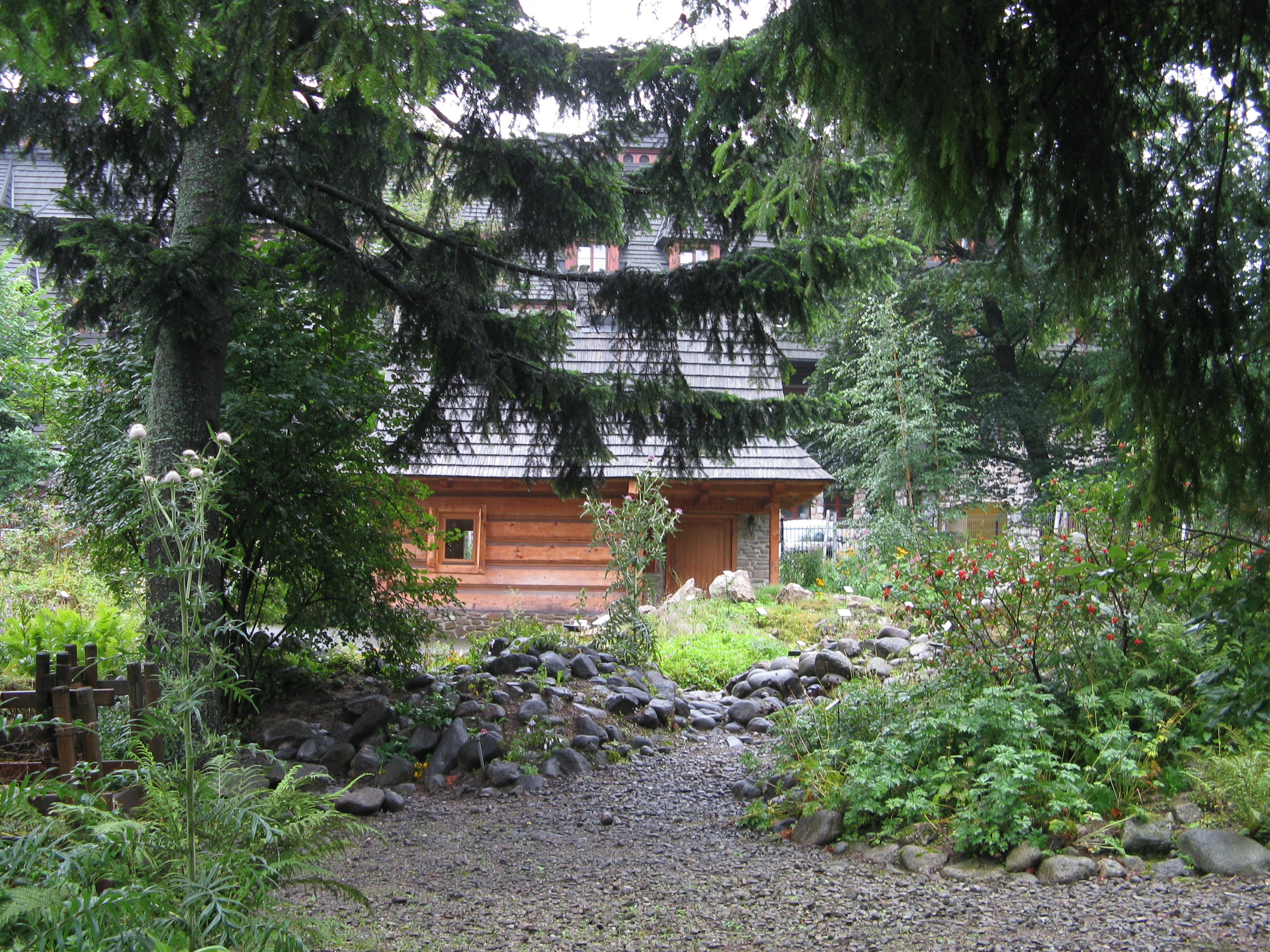
Górski Ogród Botaniczny im. Mariana Raciborskiego

Uczestniczyła w pracach badawczych prowadzonych w Tatrzańskiej Stacji Naukowej ZOPiZN PAN. Jej badania dotyczyły rzadkich i zagrożonych wyginięciem gatunków flory Tatr, a ich rezultaty opisała w 10 publikacjach autorskich i współautorskich. W 1976 roku opracowała wspólnie z prof. J. Gawłowską Roślinność 47 polan i hal Tatr północnych i Podtatrza, w formie maszynopisu. W roku 1978 prowadziła Tatrzański notatnik fenologiczny publikowany w Dzienniku Polskim. W roku 1986 opublikowała biografię Adama Wodziczki w znanej serii wydawanej przez Ligę Ochrony Przyrody. W latach 1973–1988 publikowała prace botaniczne z Tatr i Podtatrza w czasopiśmie „Chrońmy Przyrodę Ojczystą”.
Należała do oddziału krakowskiego Polskiego Towarzystwa Botanicznego. Działała w Lidze Ochrony Przyrody i Straży Ochrony Przyrody. Z ramienia Ligi prowadziła odczyty, wykłady i szkolenia terenowe z zakresu ochrony przyrody. Angażowała się w ratowanie i ochronę zagrożonych obiektów przyrodniczych, takich jak lipowa aleja w Giżycku, Park Kulczyńskiego w Zakopanem, wiele starych drzew ze Skalnego Podhala objętych ochroną jako pomniki przyrody.

## Publikacje
- Anna Łobarzewska, Dydaktyczne Alpinarium Naukowej Stacji Tatrzańskiej Zakładu Ochrony Przyrody, Kraków: Uniwersytet Jagielloński, 1974. Brak numerów stron w książce
- Anna Łobarzewska, O ochronę buka zwyczajnego Fagus silvatica na terenie wsi Kościelisko, „Chrońmy Przyrodę Ojczystą”, 32 (6), Zakład Ochrony Przyrody i Zasobów Naturalnych Polskiej Akademii Nauk, 1976, s. 31-32, ISSN 0009-6172.
- Anna Łobarzewska, Nowe stanowisko jarząbu nieszpułkowego Sorbus chamaemespilus w Tatrach, „Chrońmy Przyrodę Ojczystą”, 33 (4), Zakład Ochrony Przyrody i Zasobów Naturalnych Polskiej Akademii Nauk, 1977, s. 59-61, ISSN 0009-6172.
- Anna Łobarzewska, Stanowiska roślin rzadko występujących odnalezione w Tatrach Zachodnich, „Chrońmy Przyrodę Ojczystą”, 35 (2), Zakład Ochrony Przyrody i Zasobów Naturalnych Polskiej Akademii Nauk, 1979, s. 57–66, ISSN 0009-6172.
- Anna Łobarzewska, Adam Wodziczko, Warszawa: Zarząd Główny LOP, 1981 (Seria: Ochrona Przyrody w Polsce – Twórcy i Działacze). Brak numerów stron w książce
- Anna Łobarzewska, Groszek wiosenny Lathyrus vernus w Tatrzańskim Parku Narodowym, „Chrońmy Przyrodę Ojczystą”, 37 (4), Zakład Ochrony Przyrody i Zasobów Naturalnych Polskiej Akademii Nauk, 1981, s. 57–58, ISSN 0009-6172.
- Anna Łobarzewska, Najmniejszy Ogród Botaniczny w Polsce – Alpinarium ZOPiZN PAN w Zakopanem, „Wiadomości botaniczne”, 27 (1), 1983, s. 57–60.
- Anna Łobarzewska, Odnalezione i nowe stanowiska rzadkich taksonów roślin naczyniowych w Tatrzańskim Parku Narodowym, „Chrońmy Przyrodę Ojczystą”, 40 (3), Zakład Ochrony Przyrody i Zasobów Naturalnych Polskiej Akademii Nauk, 1984, s. 60–64, ISSN 0009-6172.
- Halina Piękoś-Mirkowa, Anna Łobarzewska, Warunki występowania i biologia zarzyczki górskiej Cortusa matthioli w Polsce, „Chrońmy Przyrodę Ojczystą”, 40 (4), Zakład Ochrony Przyrody i Zasobów Naturalnych Polskiej Akademii Nauk, 1984, s. 25–39, ISSN 0009-6172.
- Halina Piękoś-Mirkowa, Anna Łobarzewska, Zarzyczka górska Cortusa matthioli L. – ekologia, zagrożenie i ochrona, [w:] Halina Piękoś-Mirkowa (red.), Ekologia, zagrożenie i ochrona rzadkich gatunków roślin górskich, Warszawa: PWN, 1990, s. 17–67, ISBN 83-01-09513-X.
- Halina Piękoś-Mirkowa, Anna Łobarzewska, Gnidosz Hacqueta Pedicularis hacquetii Graf. – ekologia, zagrożenie i ochrona, [w:] Halina Piękoś-Mirkowa (red.), Ekologia, zagrożenie i ochrona rzadkich gatunków roślin górskich, Warszawa: PWN, 1990, s. 69–105, ISBN 83-01-09513-X.

## Odznaczenia
- W 1954 r. otrzymała Srebrny Krzyż Zasługi[2],
- Złota odznaka „Zasłużonym dla Warmii i Mazur” (1963)[2],
- Za dokonania w dziedzinie ochrony przyrody i pedagogiki została uhonorowana w 1984 roku Krzyżem Kawalerskim Orderu Odrodzenia Polski[2][3],
- Złota odznaka „Zasłużony dla Ziemi Sądeckiej” (1985)[2],
- Złota Odznaka Honorowa Ligi Ochrony Przyrody (1969) za wieloletnią pracę w szeregach tej organizacji[2].